# Туристское снаряжение
Тури́стcкое снаряже́ние — предметы и материалы для передвижения и организации быта в походных условиях.
От того, как экипирован турист, во многом зависит его комфорт, удобство, настроение, здоровье и, в конечном итоге, успех путешествия.
Снаряжения для походов можно получить напрокат как услугу индустрии туризма.

## Общие сведения
Технические требования к туристкому снаряжению установлены Классификатором государственных стандартов У65 «Конный спорт, фехтование, альпинизм, туризм, охота и рыболовство, стрелковый спорт».
Разработкой и контролем за качеством туристского снаряжения занимается Всесоюзный научно-исследовательский институт по спортивно-техническим изделиям (ВИСТИ). 
В туристской индустрии производство товаров для туризма и отдыха и его прокат относится к категории «прочих туристских предприятий первичных услуг». Однако многие опытные туристы изготовляют «снарягу» сами, либо заказывают умельцам. 

## Классификации
По назначению снаряжение разделяют на следующие категории:
- экипировка туристов: предметы одежды и обуви, головные уборы и иные «носимые» на себе туристом специальные предметы, защищающие от неблагоприятных факторов внешней среды («штормовой» костюм, каска, бахилы, солнцезащитные очки, гидрокостюм и т. д.);
- средства передвижения и транспортировки грузов: лыжи, гребные суда, велосипеды;
- бивачное снаряжение: все снаряжение необходимое для организации ночлега и питания группы в полевых условиях (палатки, спальники,  кухонные принадлежности, костровое снаряжение, КЛМН (кружка, ложка, миска, нож) и пр.);
- специальное снаряжение: снаряжение, необходимое для обеспечения безопасности туристов и для эффективного ориентирования на маршруте (верёвки, ледорубы, спасательные жилеты, карты, компасы и т. п.);
- вспомогательное (прочее) снаряжение: которое не входит в вышеуказанные категории.

В этих категориях, в зависимости от того, пользуется предметом один человек или группа, выделяется снаряжение:
- личное (индивидуальное);
- групповое (командное).

## Требования к туристкому снаряжению
Снаряжение должно соответствовать требованиям гигиены, безопасности и технической эстетики. Кроме того, условия и характер туристских путешествий предъявляют к снаряжению ряд специфических требований:
- портативность: небольшой вес и размеры;
- надёжность: прочность, возможность пользоваться в условиях холода, жары и повышенной влажности;
- простота в эксплуатации: возможность ремонта в походных условиях;
- универсальность: возможность использовать для различных целей и для различных участников (однотипность).

Выбор конкретного снаряжения зависит от вида и особенностей похода.

## Прокат туристского снаряжения
Прокат туристского инвентаря и снаряжения — услуга при самодеятельном туризме, предоставление туристского снаряжения во временное пользование. Туристское снаряжение — быстроизнашивающийся инвентарь. Поэтому, в коммерческом прокате туристского снаряжения амортизация стоимости ведётся ускоренными темпами и составляет 2 % в день от стоимости нового изделия.
Прокатом (платным и бесплатным) туристского снаряжения занимаются некоммерческие организации в отношении своих членов, сотрудников предприятий — туристскими клубами, в отношении своих воспитанников, обучающихся — образовательными организациями, в отношении к населению — муниципальными и коммерческими организациями (туристскими базами, кемпингами, гостиницами). Расположение пунктов проката ведётся в начале туристских маршрутов, туристских районах и в крупных городах.
Министерством образования России утвержден перечень табельного снаряжения при каждом образовательном учреждении (при школах, при учреждениях дополнительного образования).

### Использованная литература
- Снаряжение туристское / Энциклопедия туриста — М.: Большая Российская энциклопедия, 1993.
- Туристское снаряжение // Большая советская энциклопедия : [в 30 т.] / гл. ред.  А. М. Прохоров. — 3-е изд. — М. : Советская энциклопедия, 1969—1978.